# Bergtjärnen (Undersviks socken, Hälsingland)
Bergtjärnen är en sjö i Bollnäs kommun i Hälsingland och ingår i Ljusnans huvudavrinningsområde.